# François Clément Sauvage
Pour les articles homonymes, voir Sauvage (homonymie).
François Clément Sauvage, né à Sedan le 4 avril 1814 et décédé à Paris le 11 novembre 1872, est un ingénieur des mines et géologue français. Après une carrière d'ingénieur géologue, il participe dès 1846 aux travaux du chemin de fer de Metz à Sarrebrück. Il occupe successivement les fonctions d'ingénieur, puis d'administrateur, et enfin de directeur aux chemins de fer de l'Est. L'ingénieur en chef des mines est élu député de la Seine en 1871. Le corps de ce commandeur de la Légion d'honneur, fervent patriote, repose à Sedan.

## Un parcours initial de géologue

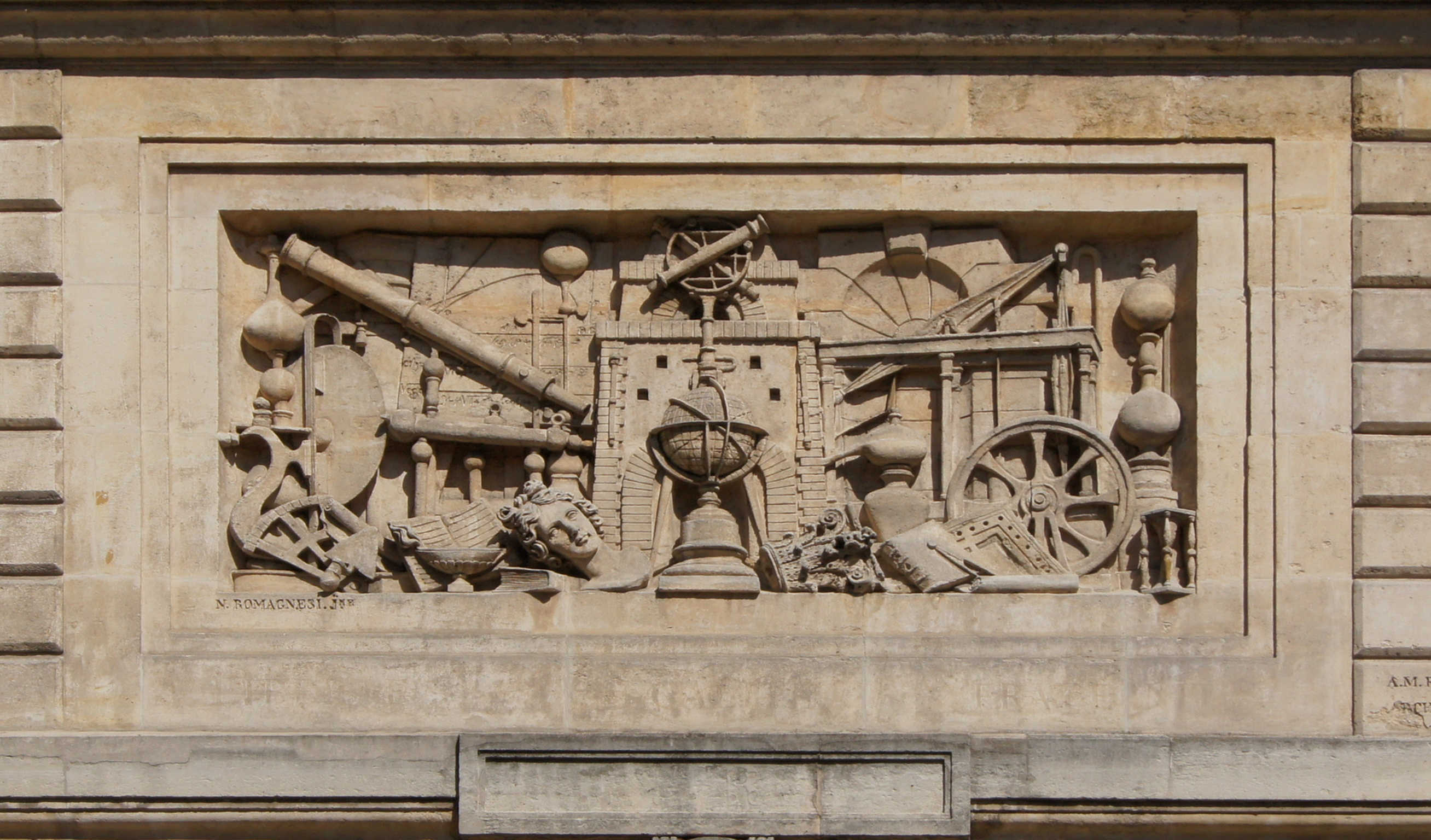
bas-relief de l'École polytechnique

François-Clément entre à l'École polytechnique à l'âge de dix-sept ans, pour en sortir, en 1833, le premier de sa promotion. Son classement lui permet d'entrer dans le corps des mines et de bénéficier des enseignements, notamment, de Pierre Berthier.  
Durant ses études à l'École des mines de Paris (1833-1836), il rédige en 1835 deux mémoires sur l'exploitation du sel à Moutiers et un autre sur les mines de plomb de Pesey et Macot.
Nommé ingénieur des mines le 1er juillet 1837, il est envoyé, conformément à ses souhaits, à Mézières où il s'attelle à la carte géologique des Ardennes,,. Il prospecte le terrain et publie ces premières observations,,. 
Ses recherches sur la métallurgie, la minéralogie et la chimie le signalent bientôt au monde scientifique. C'est un esprit curieux, analytique et pragmatique, et qui s'inscrit pleinement dans cette logique de progrès telle qu'on l'entend en ce XIXe siècle.
La métallurgie du fer l'intéresse pour son intérêt économique, comme il l’écrit dès les premières lignes d'un de ses mémoires : « A une époque, dit-il, où tous les esprits sont tendus vers le développement industriel, il importe de signaler à l'attention des maîtres de forges les conquêtes que chaque jour la science et la méthode font sur l'aveugle routine, qui pendant si longtemps est restée seule le guide de la plupart d'entre eux. »
Il multiplie ainsi les publications sur les  techniques métallurgiques, et notamment sur la carbonisation du bois dans les départements des Ardennes et de la Meuse, sur la substitution du charbon  au bois dans les hauts-fourneaux, et sur l'industrie du fer dans les Ardennes, n'oubliant pas le côté pratique et commercial dans ses différentes analyses.
À la même époque, avec la collaboration de Nicolas-Armand Buvignier, il dresse les cartes géologiques de la Marne et des Ardennes. Il fait paraître cette dernière description géologique, largement annotées, en 1842, dans la Statistique du département des Ardennes . En 1850, il publie la carte géologique du département de la Marne, avec une remarquable coupe géologique illustrée.
En 1838 et en 1842, François-Clément Sauvage est chargé d'explorations scientifiques en Espagne, dans les houillères des Asturies et les mines métallifères de la province de Carthagène.
Envoyé en Grèce en 1845 pour étudier la question du dessèchement du Lac Copaïs, il mesure le volume des rivières et des torrents qui aboutissent au lac, il décrit les travaux à exécuter, calcule les dimensions des canaux et des souterrains à percer, définit le tracé des voies de communication; puis il évalue le coût de tels travaux. Une partie de ses propositions, l'élargissement et l'approfondissement de l'Euripe et l'établissement d'un pont mobile sur le détroit, ainsi que la construction d'une route entre Chalcis et Thèbes, seront exécutés.  
Il voyage aussi dans cette région aux confins de l'Europe, ce qui lui permet de publier à son retour une description géologique de l'île de Milo ainsi qu'une description géologique de la Grèce,. Le compte-rendu d'exploration  de Milo, met en exergue la contribution des éruptions trachytiques à la formation de cette île et l'analogie qu'elles présentent avec celles des environs de Naples. Et dans ses publications consacrés à la Grèce, il montre que les couches calcaires déjà signalées en Morée se retrouvent dans l'Attique, la Béotie et l'île d'Eubée. D'après les fossiles analysés, il arrive à conclure que ces calcaires et les marbres cristallins, qui ont fourni la matière première aux chefs-d’œuvre de l'architecture, datent probablement de la période crétacée.

## Ingénieur et administrateur du rail

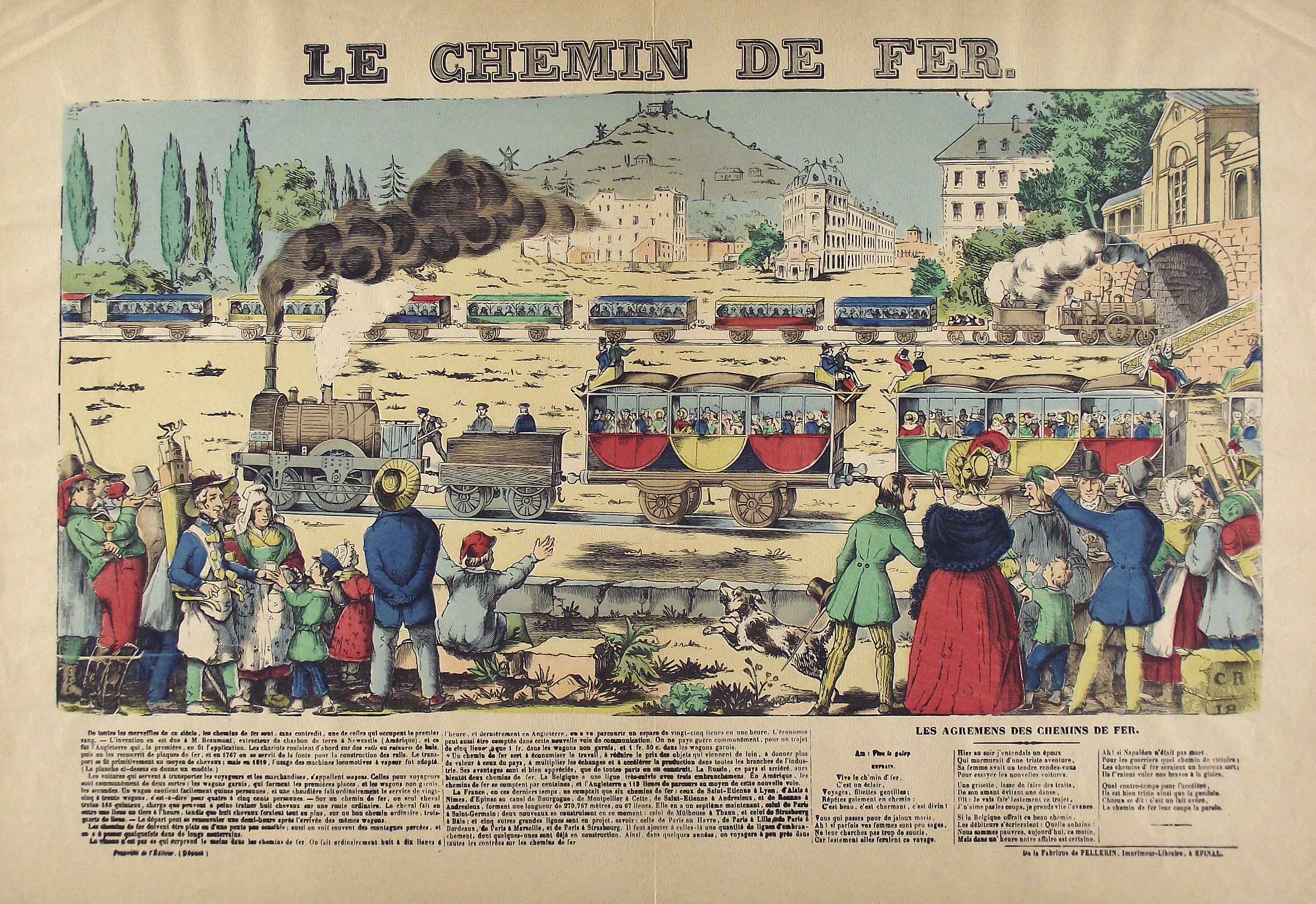
Affiche de 1840 sur le chemin de fer.

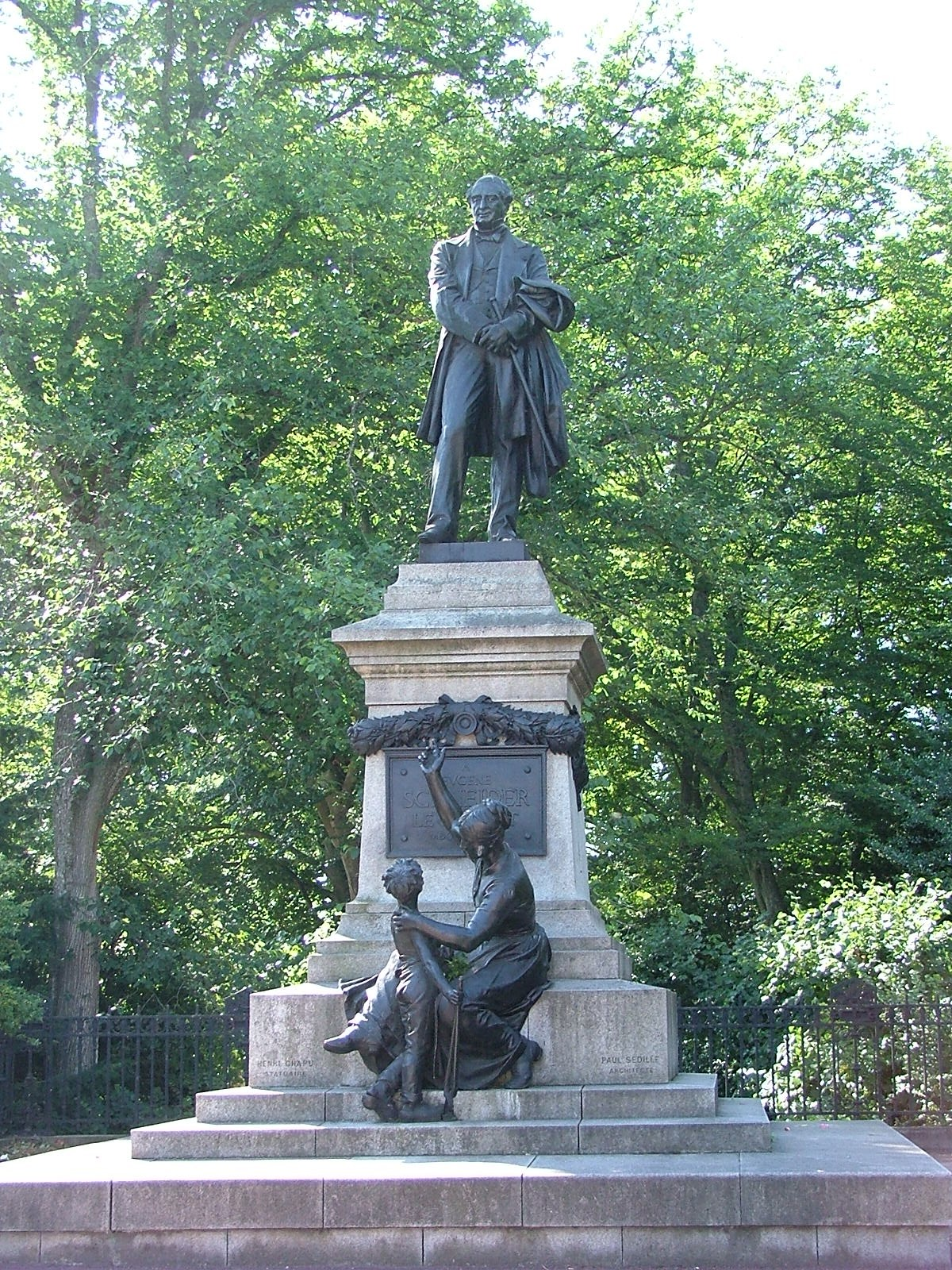
Henri Chapu, Monument à Eugène Schneider (1879), Le Creusot.

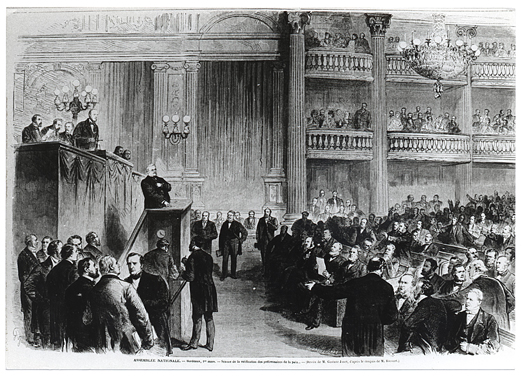
Assemblée nationale à Bordeaux en mars 1871.

En 1846, il est mis à sa demande en congé illimité du corps des mines pour entrer comme ingénieur au service de la compagnie des chemins de fer de l'Est, nouveau domaine de prédilection de cet esprit pratique et de ce passionné du progrès scientifique. Il construit une section importante qui s'étendra finalement de Frouard, au nord de Nancy à la frontière d'avant 1871.
En 1848, le gouvernement provisoire de la jeune Deuxième République le désigne en qualité de commissaire extraordinaire au Creusot, à la suite du mouvement social dans cette ville. Il arrive très vite dans la cité ouvrière, sur un terrain social nouveau pour lui et où il est un parfait inconnu pour les différentes parties prenantes.
Les ouvriers mineurs du Creusot se sont en effet mis en grève le 13 mars 1848, exigeant une réduction du temps de travail et une augmentation des salaires, et ceci bien que le droit de grève ne soit pas encore reconnu. Eugène Schneider, le patron du Groupe Schneider et Compagnie et le père du Creusot, est abasourdi. Le 16 mars, Clément Sauvage entre en négociation. Grâce à l'ascendant qu'il prend sur les délégués chargés de lui présenter les revendications des employés, et aux concessions raisonnables sur les salaires obtenues de la Direction de l'entreprise, la reprise  du travail est décidée dès le lendemain, le 17 mars.
Le 3 avril, malgré son congé illimité du corps des mines, il est promu ingénieur ordinaire de première classe.
Le lendemain 4 avril, le pouvoir lui confie l'administration du séquestre du chemin de fer d'Orléans. Il intervient là encore pour résoudre une situation bien délicate. De graves divergences se sont en effet élevées entre les diverses catégories d'agents de la Compagnie d'Orléans et l'Administration de cette Compagnie, exacerbé par le contexte politique. Les agents réclament des augmentations de salaire significatives et le droit de choisir leurs chefs. Des concessions imprudentes faites par la direction de la Compagnie à quelques classes d'agents avaient augmenté le désordre. Quatre mois après l'installation du séquestre, l'ordre est rétabli et tous les services sont réorganisés.
À la suite de ces deux interventions, François-Clément Sauvage est nommé Ingénieur en chef des Mines de seconde classe à 34 ans, bien qu'il ne soit ingénieur ordinaire de première classe que depuis quelques mois. Il rentre, le 25 août 1848, comme ingénieur en chef du matériel, à la Compagnie du chemin de fer de Paris à Lyon, dont l'État a repris l'exploitation, et remplit ensuite les mêmes fonctions à la compagnie des chemins de fer de l'Est.
En 1856, il participe à l'étude de construction du réseau des chemins de fer russes, analyse entamée sur la base d'une coopération internationale associant la France, l'Angleterre, la Hollande et la Russie. Mais, à la suite de difficultés dans le montage financier et aux réticences d'une partie de l'administration russe, ce projet n'aboutit que très partiellement.
Le 1er mars 1861, il est nommé directeur de la compagnie des chemins de fer de l'Est. Sous son égide, dans la décennie qui suit, 800 kilomètres de voies nouvelles sont construites, avec des dépenses maîtrisées, ce qui était relativement exceptionnel dans ce secteur, garantissant ainsi à la compagnie un état de prospérité satisfaisant.
Le 11 juin 1863,  la Compagnie de l'Est, qu'il dirige, absorbe la Compagnie des chemins de fer des Ardennes. Il s'implique ainsi à nouveau pour le développement économique de sa région natale. Le 29 septembre 1868, il est promu commandeur de la Légion d'honneur.
Pendant la guerre franco-allemande de 1870-1871, il apporte ses compétences au pouvoir civil, notamment, pendant le siège de Paris, à la commission chargée de l'approvisionnement de la capitale.
Sans avancement dans le corps des mines depuis vingt-deux ans, du fait de son implication dans des entreprises, il est cependant promu ingénieur en chef de première classe par décret du 26 janvier 1871.

## Homme politique
Avec l'écroulement du Second Empire et la proclamation de la Troisième République, il entre dans la vie politique française.
Élu député à l'Assemblée nationale, en février 1871, le 21e sur 43 à Paris, avec une majorité de 102 690 voix, aux élections du 8 février 1871, il siège à la Chambre au centre gauche. Il s'abstient lors du vote des préliminaires de paix et se déclare pour la République conservatrice et pour le gouvernement de Thiers, qu'il soutient de ses votes jusqu'à son décès. Celui-ci provoque une élection législative partielle le 27 avril 1873.

## Sources
- « François Clément Sauvage », dans Adolphe Robert et Gaston Cougny, Dictionnaire des parlementaires français, Edgar Bourloton, 1889-1891 [détail de l’édition]